# Dragomir Tošić
Dragomir Tošić (Belgrado, 8 novembre 1911 – 20 giugno 1985) è stato un calciatore jugoslavo.

## Carriera
Tošić giocò per la Jugoslavia al Mondiale 1930 senza giocare nessuna partita. La sua unica partita con la Nazionale fu una gara valida per le qualificazioni al mondiale 1934 contro la Svizzera il 24 settembre 1933 finita 2-2.